# Peter Neumann (Medienmanager)
Peter Neumann (* 11. Juli 1967 in Saarbrücken) ist ein deutscher Journalist und Medienmanager.
Peter Neumann ist im saarländischen St. Ingbert aufgewachsen. Er studierte an der Universität des Saarlandes Informationswissenschaft, Politikwissenschaft und Marketing. Als Journalist arbeitete er für die Saarbrücker Zeitung, den Saarländischen Rundfunk, den privaten Hörfunksender Hitradio FFH, Frankfurt, und war Programmdirektor von Radio Regenbogen, Mannheim, sowie Redaktionsleiter von SAT.1 in Mainz. 1991 gewann er den Erich-Voltmer-Preis für Nachwuchsjournalisten des Saarländischen Journalistenverbandes (SJV).  Er ist Mitglied im Deutschen Journalistenverband (DJV).
Als Medienmanager war Neumann unter anderem für die Verlagsgruppe Georg von Holtzbrinck (GvH), die Dieter von Holtzbrinck Medien GmbH des Verlegers Dieter von Holtzbrinck und die Styria Media Group im österreichischen Graz tätig. Er leitete dort jeweils die digitalen Unternehmensbereiche.  Für die Verlagsgruppe Georg von Holtzbrinck gründete er unter anderem das Online-Nachrichtenportal Zoomer.de in Berlin und führte es auch als Geschäftsführer. Seit 2014 war Peter Neumann Chief Digital Officer (CDO) und Vorstand der AZ Medien AG im schweizerischen Aarau, später übte er die gleiche Funktion im Vorstand der CH Media AG aus, dem Joint Venture aus AZ Medien und den Regionalmedien der NZZ-Mediengruppe. Seit Mitte 2020 ist Neumann als CDO in der Geschäftsleitung der VRM in Mainz tätig. Im September 2021 wurde er zusätzlich Geschäftsführer der Agenturgruppe RYZE Digital, an der die VRM die Mehrheit hält. Im Oktober 2022 wählte das einflussreiche Branchenblatt Kressreport Neumann unter die 55 wichtigsten Digitalköpfe der Medienbranche. Er hat darüber hinaus verschiedene Verwaltungsratsmandate in der Schweiz inne. Neumann ist verheiratet und hat drei Kinder. Er lebt mit seiner Familie in Mannheim. 